# رافليسيا كانتلية
الرافليسيا الكانتلية (باللاتينية: Rafflesia cantleyi) نوع نباتي يتبع جنس الرافليسيا من الفصيلة الرافليسية. سميت نسبة إلى عالم النبات الإيرلندي ناتانييل كانتلي أمين حدائق سنغافورة النباتية.
الموطن الأصلي لهذا النوع هو ماليزيا.

## الوصف النباتي
نباتات هذا الجنس ليس لها سوق أو أوراق أو جذور، بل النبات عبارة عن زهرة فقط لها خمس بتلات. يشبه هذا النوع الرافليسيا الهاسلية باستناء شكل محيط الزهرة.